# Tenji
Kejsar Tenji (ibland Tenchi, innan trontillträdet prins Naka no Oe), död 671 eller 672, var kejsare av Japan under 600-talet. 
Som prins Naka no Oe konspirerade han med Nakatomi no Kamatari för att 645 störta Soga-ätten, som försökt ta makten från kejsarfamiljen. De båda satte därefter igång Taika-reformerna, som ombildade hela statsordningen efter kinesiskt mönster. Under 660-talet efterträdde han sin mor kejsarinnan Saimei som kejsare. Han är väl anskriven i hävderna, som ger honom äran för befriandet av slavar, omfördelningen av jorden och kodifieringen av lagarna som skedde under hans tid som kejsare. Enligt källorna lär han också personligen ha konstruerat ett vattenur som lät med klockslag och trumpetsignaler varje timme.  Kort före dennes död gav han 669 en hög titel och ättenamnet Fujiwara till sin medhjälpare Nakatomi no Kamatari. Han själv dog 671 eller 672.
Asteroiden 5017 Tenchi är uppkallad efter honom.